# Jean-Charles Arnal du Curel
Jean-Charles Arnal du Curel, (28 juin 1858 au Vigan - 1915 à Monte-Carlo) est un homme d'Église français.

## Biographie
Issu d'une vieille famille mâconnaise et de paysans aisés du village d'Alzon, Jean-Charles Arnal du Curel est né au Vigan le 28 juin 1858. Il fait des études de droit qui lui permettent d'occuper plusieurs postes d'attaché de préfecture.
L'influence du père Emmanuel d'Alzon et sa grande piété, lui font abandonner la carrière administrative et entrer au séminaire en 1886. Ordonné prêtre pour le diocèse de Nîmes, il est d'abord vicaire de la cathédrale et secrétaire de l'évêque, puis en devient le vicaire général.
Il est nommé évêque de Monaco en 1903 et est consacré le 8 novembre de la même année par Félix Béguinot avec comme co-consécrateurs Jean-Augustin Germain et Sébastien Herscher. Il meurt à Monte-Carlo en 1915.
Il avait fait édifier à Alzon une vaste demeure de style victorien, l'ermitage Saint-Guiral, aussi nommé le "château de l'évêque".